# ズキ☆アラ Don't Trust Over30
『ズキ☆アラ』は、BSフジで2013年4月7日から毎週日曜日22:55 - 23:00（JST）に放送されている情報バラエティ番組（ミニ番組）。俳優・鈴木裕樹と荒木宏文の冠番組。
1stシーズン『ズキ☆アラ 〜Don't Trust Over30〜』（ - ドント・トラスト・オーバー・サーティー）は、2013年4月7日から7月28日にかけて放送された。全13回。
2ndシーズン『ズキ☆アラ 〜Don't think, Just feel〜』（ - ドント・シンク, ジャスト・フィール）は、2013年8月4日から放送されている。

## 概要
男性若手俳優グループ「D-BOYS」の人気メンバー2人の名字を合わせて名付けられた、鈴木裕樹と荒木宏文によるユニット“ズキ☆アラ”。番組では、今年30歳を迎える2人がステキな男になれるように様々な「大人のたしなみ」を学んでいく。
- 2013年8月4日、シーズン2開始。
- 2013年6月30日、番組DVD発売記念イベント「鈴木裕樹Presents『荒木宏文 生誕祭～祝30歳～』」が東京・虎ノ門で開催された[1]。
- 2013年8月31日、番組イベント「ズキ☆アラPresents オトナのかくれんぼ@新木場STUDIO COAST」を開催予定。
- 2019年10月15日にAbemaTV『ズキ☆アラ ＜復活＞』として配信する[2]。

## 出演者
- 鈴木裕樹
- 荒木宏文

## スタッフ
- 制作協力：共同テレビ
- 制作著作：BSフジ、ポニーキャニオン

シーズン1
- 衣装：手塚陽介
- カメラ：小笠原弘典、松永大佑
- CG：パークグラフィックス
- 構成：小早川すすむ
- ディレクター：辻良子、湯本淳一
- アソシエイトディレクター：皆藤一
- AP：鈴木莱津美
- AD：渡会章雄、山木ちひろ
- プロデューサー：大森慎司（BSフジ）、熊谷伍朗・西沢大輔（ポニーキャニオン）、吉田一正（共同テレビ）

シーズン2
- 衣装：手塚陽介
- カメラ：中村公俊、塚本達郎
- CG：小島嘉隆
- 構成：宇野コーヘー
- ディレクター：目学、辻良子
- AP：鈴木莱津美
- AD：渡会章雄、山木ちひろ
- プロデューサー：熊谷伍朗・西沢大輔（ポニーキャニオン）、吉田一正（共同テレビ）

## 放送リスト
| 各回 | 放送日        | サブタイトル              |
| ---- | ------------- | ------------------------- |
| 1    | 2013年4月7日  | 大人のドライブ 前編       |
| 2    | 2013年4月14日 | 大人のドライブ 後編       |
| 3    | 2013年4月21日 | 大人のコーヒー 前編       |
| 4    | 2013年4月28日 | 大人のコーヒー 後編       |
| 5    | 2013年5月5日  | 大人のスウィーツ          |
| 6    | 2013年5月19日 | 大人のキャンプ 前編       |
| 7    | 2013年5月26日 | 大人のキャンプ 中編       |
| 8    | 2013年6月2日  | 大人のキャンプ 後編       |
| 9    | 2013年6月9日  | 大人のオーダースーツ 前編 |
| 10   | 2013年6月16日 | 大人のオーダースーツ 後編 |
| 11   | 2013年6月23日 | 大人の陶芸                |
| 12   | 2013年7月7日  | 大人のBar 前編            |
| 13   | 2013年7月14日 | 大人のBar 後編            |

| 各回 | 放送日        | サブタイトル                 |
| ---- | ------------- | ---------------------------- |
| 1    | 2013年8月4日  | オリジナルジングルを作ろう   |
| 2    | 2013年8月11日 | オトナのナイトスポットを体験 |

## DVD
販売元：ポニーキャニオン
| タイトル                                                     | 発売日        | 収録内容 |
| ------------------------------------------------------------ | ------------- | --- |
| ズキ☆アラ 〜Don't Trust Over 30〜 Vol.1『ズッキーお先に!』   | 2013年6月19日 | ●大人のドライブ ●大人のコーヒー ●大人のスイーツ ●大人のキャンプ 前編●特典映像：「密室! 大人の珍味!?～お酒とともに～」 |
| ズキ☆アラ 〜Don't Trust Over 30〜 Vol.2『あらやんお待たせ!』 | 2013年9月13日 | ●大人のキャンプ 後編 ●大人のオーダースーツ ●大人の陶芸 ●大人のバー ●特典映像：「おとなのふりかけ～人気ベスト3を当てないと罰ゲーム!～」 |
| ズキ☆アラ-Don't think,Just feel- 『気分はルパ～ン!』         | 2013年        | ☆番組オリジナルソングを作ろう ☆オトナのナイトライフ～ものまねレストランに潜入～ ☆オトナの遊び～リアル脱出ゲームに挑戦～ ☆オトナのかくれんぼ（ダイジェスト） ☆オトナのアンチエイジング～エアロヨガを体験～ ☆特典映像：一発勝負ゲーム～考えるな、感じろ！～できなかったら罰ゲームね。 |